# Zigoto et la Blanchisseuse
 (août 2025).
Pour plus de détails, voir Fiche technique et Distribution.
Zigoto et la Blanchisseuse est un court métrage muet français réalisé par Jean Durand, sorti en 1912.

## Synopsis
Sosthène, le blanchisseur, est amoureux de Clara et il la poursuit de ses assiduités. Il tente de lui déclarer son amour en pleine campagne. Zigoto qui passait par là, rosse Sosthène, qui pour se venger tente d'enlever Zigoto. Mais il réussit à s'enfuir et c'est lui qui arrêtera avec la complicité de la gendarmerie Sosthène et sa bande de ravisseurs.

## Fiche technique
- Titre original : Zigoto en pleine lune de miel
- Titre alternatif : La Lune de miel de Zigoto
- Réalisation : Jean Durand
- Scénario : Jean Durand
- Production : Société des Établissements Gaumont
- Edition : CCL
- Format : Muet - Noir et blanc - 1,33:1 - 35 mm
- Métrage : 231 m
- Genre : Comédie
- Durée : 8 minutes, version en DVD de 11 min 20
- Dates de sortie : 
  -  France : 13 septembre 1912

## Distribution
- Lucien Bataille : Zigoto
- Berthe Dagmar : Clara, la porteuse de linge
- Edouard Grisollet : Sosthène, le blanchisseur
- Ernest Bourbon : Un blanchisseur
- Madame Bréon : Une blanchisseuse
- Jacques Beauvais : Un blanchisseur
- Raymond Aimos sous réserves : Un gendarme
- Gaston Modot rôle non défini sur la copie visionnée
- Léon Pollos ou Octave
- (?) : Le facteur